# Microdon klossi
Microdon klossi är en tvåvingeart som beskrevs av Charles Howard Curran 1931. Microdon klossi ingår i släktet myrblomflugor, och familjen blomflugor. Inga underarter finns listade i Catalogue of Life.